# Reichsregiment
Reichsregiment (slovensko Cesarska vlada) je naziv dveh organov, ustanovljenih leta 1500 in 1521 v Svetem rimskem cesarstvu. Obe vladi naj bi s sodelovanjem knezov vzpostavili enotno politično vodstvo cesarstva.
Obe vladi so sestavljali cesar ali njegov namestnik in 20, kasneje 22 predstavnikov cesarskih držav. Obe vladi sta imeli sedež v Nürnbergu. Vzpostavitev funkcionalne cesarske vlade je spadala v  osrednji del cesarske reforme, ki so jo knezi poskušali izvesti v zgodnjem 16. stoletju. Oba poskusa sta kmalu propadla zaradi odpora cesarja in različnih interesov knezov.

## Prva cesarska vlada
Prva cesarska vlada je bila ustanovljena na pobudo volilnega kneza Bertholda Henneberškega v Mainzu in zbora v Wormsu leta 1495. Zbor je v zameno za uvedbo davka Gemeiner Pfennig (skupni fenig) in pomoč v vojni proti Franciji od cesarja Maksimilijana I. zahteval ustanovitev stalne vlade z zastopniki stanov. Cesar bi bil častni predsednik odbora, ki bi se ukvarjal z zakladnico, vojno in zunanjo politiko.
Ker bi uresničitev  zahtev pomenila  veliko omejitev cesarjeve moči, je Maksimilijan I. predlog zavrnil. Pod pritiskom je zaradi svojega negotovega finančnega položaja privolil v druge reforme, ki naj bi utrle pot do cesarske vlade. Šele na Augsburškem zboru leta 1500, na katerem so knezi dovolili cesarju organizirati cesarsko milico, je prišlo tudi do oblikovanja cesarske vlade. Oblikovana je bila skupina 20 predstavnikov duhovnih in posvetnih knezov, ki so za svoj sedež izbrali svobodno cesarsko mesto Nürnberg. Maksimilijan je od samega začetka zavračal sodelovanje s to ustanovo in jo je leta 1502 razpustil.

## Druga cesarska vlada
Maksimilijanov naslednik Karel V. se je prav tako soočal z zahtevo knezov po ustanovitvi regentskega sveta. Kot pogoj za izvolitev za rimsko-nemškega kralja je moral v volilni pogodbi dovoliti ponovni sklic senata. Ker je bil Karel tudi kralj Španije in drugih ozemelj znotraj in zunaj cesarstva, je moral veliko časa preživeti zunaj Nemčije. V njegovi odsotnosti naj bi ga nadomeščal in vodil vlado ter skrbel za zadeve cesarstva njegov brat Ferdinand.
Posledično je bila na zboru v Wormsu leta 1521, kjer naj bi pred cesarjem govoril  tudi Martin Luter, ustanovljena druga cesarska vlada. Karel V. jo je potrdil, vendar ji je dodelil pooblastila za odločanje samo v času, ko ni bil v cesarstvu. V nasprotnem primeru naj bi imela vlada  zgolj posvetovalno vlogo. Učinkovitost  druge cesarske vlade je bila zaradi pomanjkanja cesarjeve podpore izničena.